# 懷伊德鳥
懷伊德鳥，又稱達魯（達悟語：Taro）、拉拉納克（Lalanak），是台灣達悟族傳說中由小孩子變成的鳥。

## 傳說
很久以前的某一天，紅頭部落有一個年輕的母親忙著織布，她的孩子就在旁邊玩，看到母親身邊擺著用來潤滑織布機的白蠟丸，以為是地瓜，就拿起來咬，母親因為太專心織布了而沒有發現。孩子咬了第一口後，身上開始冒出羽毛，當他在咬第二口時，身體就浮了起來，並長出了一對翅膀，變成小鳥飛了出去，這時就算母親要抱住孩子也來不及。
據說當變成鳥的小孩飛起來的時候，會發出Voit  taro的聲音，感謝母親的養育之恩。而那個小鳥被達悟族人稱為「懷伊德鳥」。

## 文化
根據族人的稱呼，懷伊德鳥應該就是翠翼鳩，這種鳥因為頭目羽毛很閃亮而被稱作「達魯」（Taro，蠟燭），而傳說中懷伊德鳥叫聲中的「voit」在族語裡是指另一種鳥：紅頭綠鳩。另外，因為懷伊德鳥的傳說，達悟族在狩獵中有不能獵殺小鳥的禁忌；而傳說發生地點也被族人稱之為「jivoit」，該處為部落鳩氏家族的起源地。